# بييترو كاتالدي
بييترو أنطونيو كاتالدي هو عالم رياضيات إيطالي. عمل على الكسور المستمرة. كما أوجد عدد ميرسن السادس والسابع. وكان ذلك عام 1588.